# Секонг
Секонг (ເຊກອງ; [sēkɔ̄ṅ]) — провинция (кхвенг), расположенная на юго-востоке Лаоса. С востока она граничит с Вьетнамом, на юге от неё находится лаосская провинция Аттапы, на севере — Сараван, а на западе — Тямпасак. Секонг — предпоследняя по размеру и последняя по численности жителей провинция Лаоса, а также наименее плотно населённая и одна из беднейших провинций страны. С другой стороны, там проживает 14 народов — это самый большой показатель в стране.
Секонг была создана в 1984 году путём отделения части провинции Сараван. Судоходная река Конг, текущая в южном направлении в сторону Камбоджи, разделяет Секонг на две части и образует плодородную долину, покрытую рисовыми чеками и фруктовыми садами. В тропическом климате провинции обитает множество редких видов животных и растений.
Местное население в основном сохраняет анимистические верования и культ предков. В Секонге выращивают кофе.

## История
До 1984 года земли Секонга были частью Саравана и Аттапы. После отделения Секонг стал наиболее этнически разнородной провинцией страны: там живут 14 народов. Они преимущественно являются анимистами, из-за чего в Секонге намного меньше ватов, чем в других частях Лаоса. Замысел правительства при создании провинции заключался в том, чтобы улучшить положение местных национальных меньшинств, однако лаосцы доминируют в политической жизни Секонга и занимают большинство мест в местной администрации.

## География
Секонг — вторая с конца по размеру провинция Лаоса, она занимает площадь 7665 км². С административной точки зрения Секонг разделён на четыре района:
- 15-01 Ламам (лаос. ລະມາມ) — низинная равнина, здесь расположен административный центр провинции, Ламам;
- 15-02 Калеум[вьет.] (лаос. ກະເລິມ) — горы;
- 15-03 Дакхунг[вьет.] (лаос. ດັກເຈິງ) — горы;
- 15-04 Тхатенг[вьет.] (лаос. ທ່າແຕງ) — плато Боловен.

Река Конг, огибающая плато Боловен, судоходна; в ней живут пресноводные дельфины. Речная долина богата на водопады, наиболее известны среди них Тадхиа, Тадфэк и Тадсеной (он же Тадхуакхон) и Намтоккатамток, извергающийся глубоко в лесах плато Боловен на реке Хуайкатам. Значительное количество плодородной земли Секонга обрабатывают, там выращивают фрукты и рис; также там находится много эндемичной флоры и фауны.
Многие населённые пункты провинции недоступны по дорогам полгода и более, Секонг — одна из наиболее удалённых частей Лаоса. Инфраструктура развита слабо, особенно в восточных высокогорных районах Дакхунг и Калеум. Благодаря изолированности леса, биологическое разнообразие и этнические традиции Секонга сохранились лучше, чем в других провинциях. Строительство дорог от Паксе и двух дорог, соединяющих Лаос с Вьетнамом, упростило доступ в Секонг.

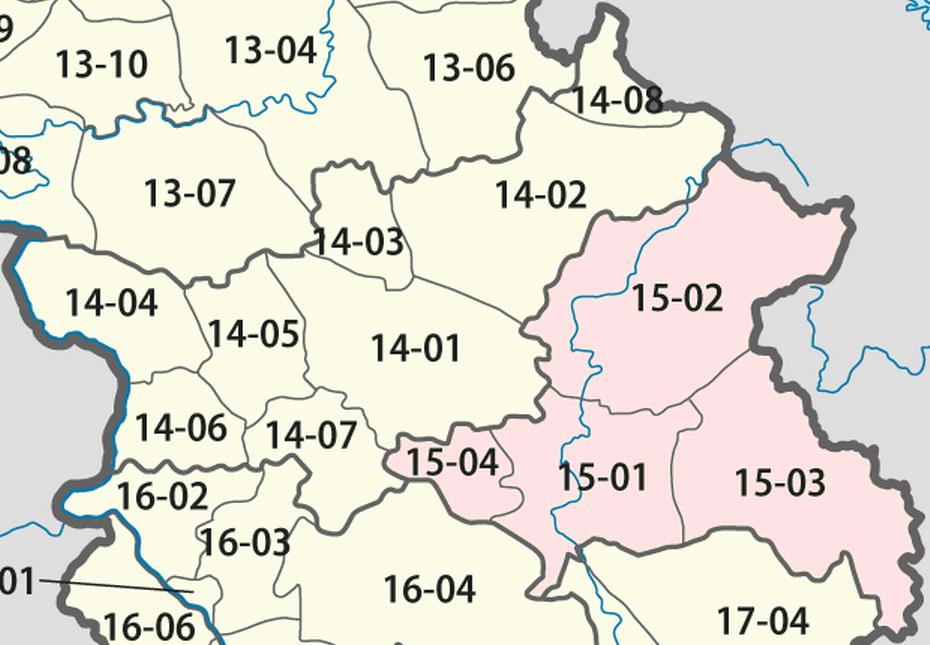
Карта районов Секонга
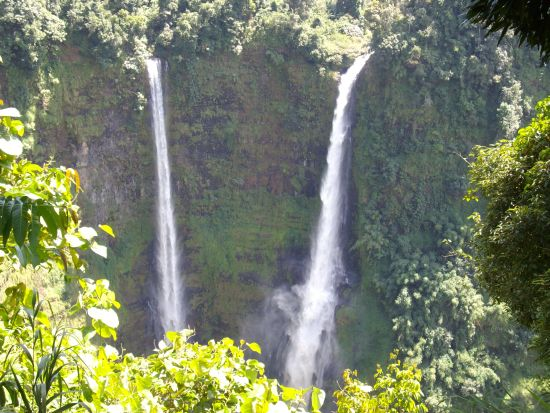
Водопад Тадфане на плато Боловен
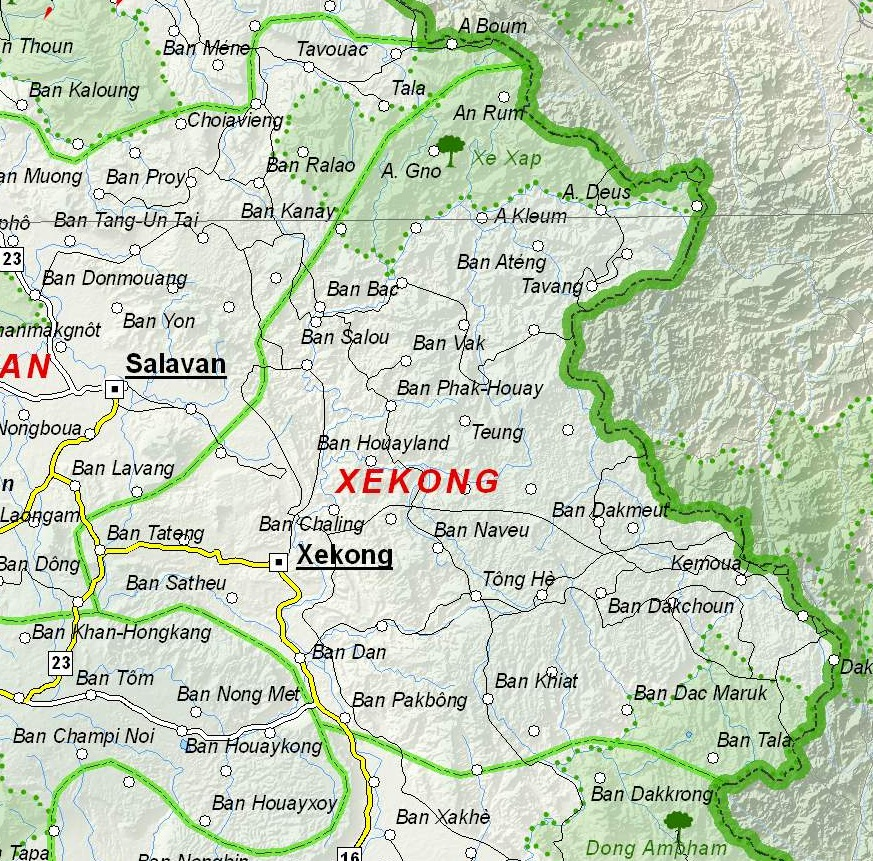
Физическая карта провинции

## Охраняемые территории
Плато Дакхунг, занимающее 5140 га — одна из ключевых орнитологических территорий, оно расположено на высоте 800—1400 метров над уровнем моря и имеет множество различных биоценозов: сосновые леса, степи, вырожденные полувечнозелёные леса, сухие вечнозелёные леса, болота и травянистые сообщества. Редкие птицы плато — желтоклювый поползень (Sitta solangiae) и сибия черношапочная (Actinodura sodangorum). Также там обитает восточная бескоготная выдра (Aonyx cinerea), тигр (Panthera tigris), большеголовая черепаха (Platysternon megacephalum) и азиатский слон (Elephas maximus).
Другая ключевая орнитологическая территория, Сесап, находится в Национальной охраняемой зоне биоразнообразия Сесап (основана в 1996 году), расположенной в Секонге и Сараване. Охраняемая зона расположена на высоте 400—2066 м и имеет размер 1335км²; высшая точка — пик Донгбе (2066 м), находящийся в горной системе Чыонгшон. В Сесапе много различных лесов и лугов, растут рододендроны, сосна белая вьетнамская и несколько видов бамбука из рода Kinabaluchloa. Там же живёт большой голубой зимородок (Alcedo hercules), хохлатый аргус (Rheinardia ocellata), желтоклювый поползень, два типа приматов и один вид черепах, два вида медвежьих, серау, крупные рогатые мунтжаки, много гауров и тигров.
Ключевая орнитологическая территория Фуахён (Phou Ahyon) имеет размер 148 900 га и расположена на высоте 400—2193 м над уровнем моря. В её состав входит одноимённый горный массив, самый крупный и высокий на юге Лаоса. Фуахён покрыт сухими вечнозелёными лесами, высокогорными лесами и фокиениями. Среди обитающих там птиц — черношапочная сибия, капюшонная кустарница (Garrulax milleti), Garrulax konkakinhensis, хохлатый аргус (Rheinardia ocellata), Trochalopteron ngoclinhense и желтоклювый поползень.

## Население
| Народ              | Количество, чел. |
| ------------------ | ---------------- |
| Кату               | 16 725           |
| Талиенг            | 11 407           |
| Алак               | 9505             |
| Джех (же, зе)      | 6435             |
| Нге/крианг         | 5505             |
| Таой               | 1641             |
| Суай               | 1610             |
| Лавен (джуру, суи) | 1526             |
| Талиу/триу         | 1236             |
| Хатонг             | 638              |
| Лави               | 492              |
| Касэнг             | 15               |
| Дакканг            | нет данных       |

Секонг этнически разнородна, всего 3 % населения принадлежат к народу лао, остальных официально разделяют на 14 этнических групп, основные из которых — алак (21 % населения), кату (20 %), талиенг (19 %) и нге/криенг (11 %). Лаосское правительство называет их всех «лао-тенг», однако с этнолингвистической точки зрения, основанной на языковой классификации, они все являются австроазиатскими народами, принадлежащими к одной из двух семей: катуической (кату, нге/криенг и другие) и бахнарской (алак, тариенг). В провинции Секонг живёт около 14 700 кату.

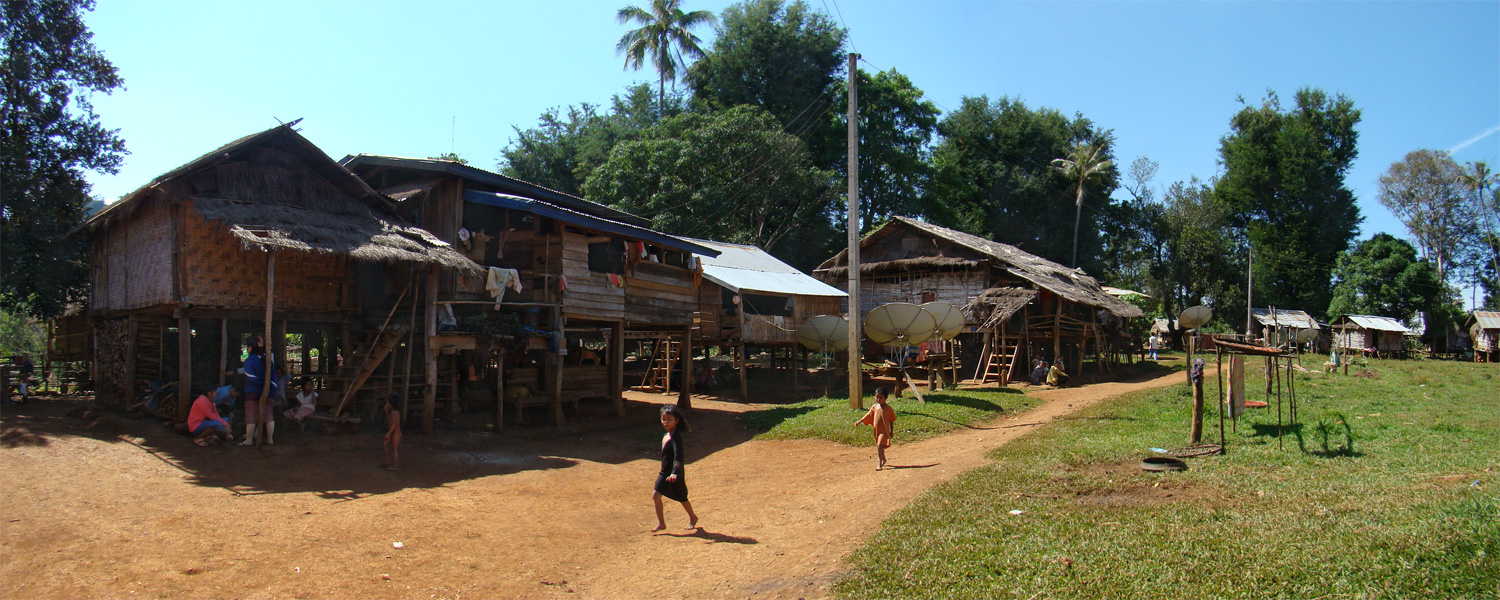
Алакская деревня

## Экономика
Секонг — одна из беднейших провинций, уступающая в этом отношении только Хуапхан. Инфраструктура в Секонге плохая, по состоянию на 2000 год лишь малая доля населения имеет доступ к чистой воде и канализации, уровень грамотности крайне низок. При этом Секонг — один из важнейших районов производства кофе вместе с провинциями Сараван и Тямпасак. Также Секонг — главный район, производящий мёд; в Дакхунге, Калеуме и Ламаме в деревьях проделывают дупла, которые заселяют пчёлы.
Около 50 % территории Секонга покрыто лесами, провинцию мало затронули вырубки. Большинство лесов — листопадные и полувечнозелёные, в долине реки Конг растёт сухой диптерокарповый лес, а в горах Дакхунга произрастают сосны. Активно расширяется зона коммерческой лесозаготовки. По оценке на 2003 год, лес даёт каждой семье по 398—525 долларов США в год, что больше, чем сельское хозяйство; государство получает с гектара леса 10,35 долларов США. Леса помогают снизить ущерб от выбросов углекислого газа, а также задерживают эрозию и уменьшают частоту наводнений. Проблему также усугубляет высокий уровень коррупции.

## Культура
Культура провинции зиждется на традициях населяющих её народов, также здесь находится множество артефактов Индокитайской войны и часть Тропы Хо Ши Мина. В Секонге развиты ткачество на горизонтальном ткацком станке, им занимаются кату, талиенг (таренг), алак и другие; национальная одежда этих народов включает большое количество полос. Помимо полос, орнаменты содержат изображения животных, растений, самолётов и бомб.
В некоторых деревнях можно увидеть резьбу по дереву и длинные дома.

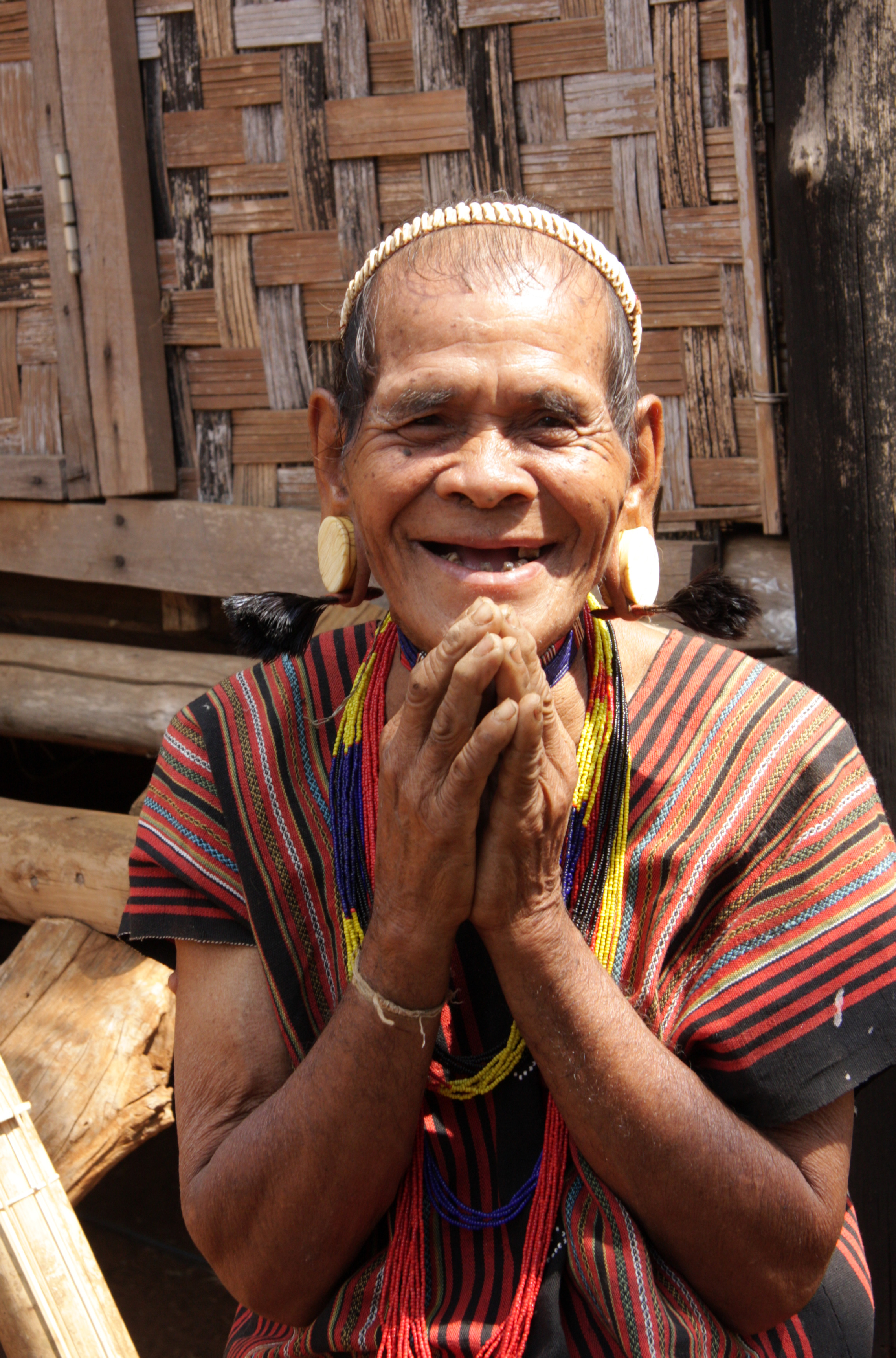
Пожилой мужчина-брао
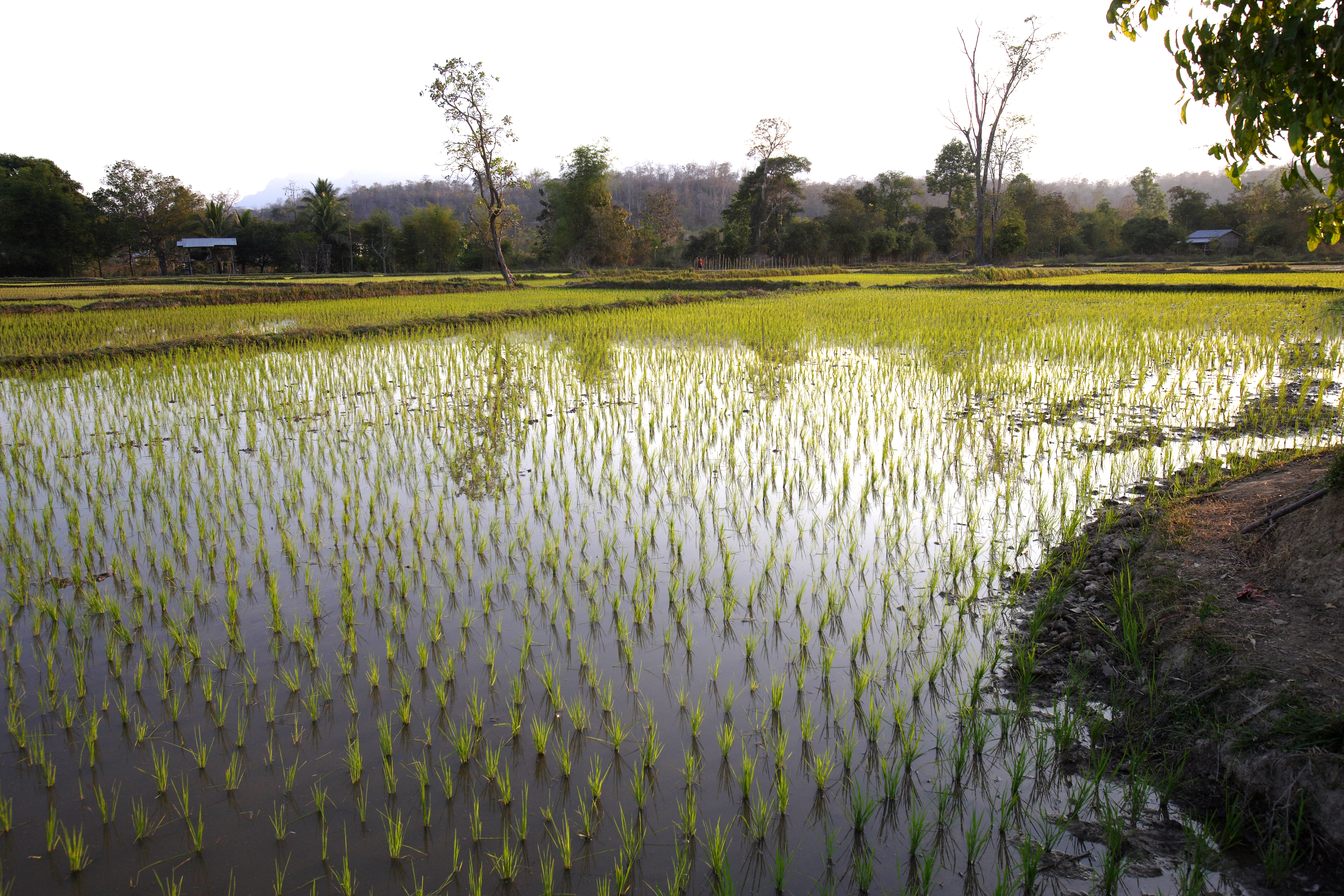
Рисовое поле в Секонге
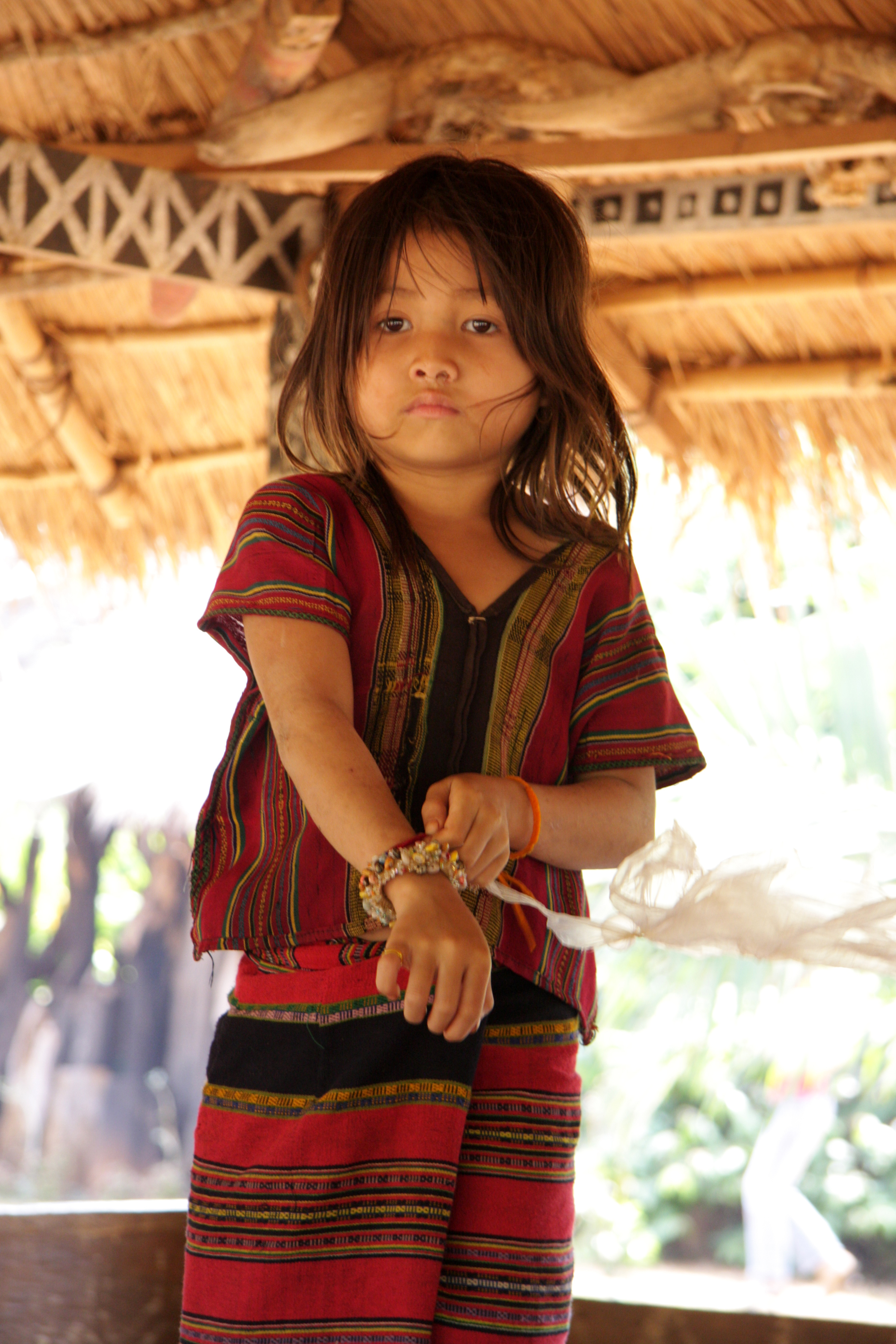
Девочка-кату

## Использованная литература
- Bourdet, Yves. The Economics of Transition in Laos: From Socialism to Asean Integration (англ.). — Edward Elgar Publishing[англ.], 2000. — ISBN 978-1-85898-747-7.
- Crane, Eva. The World History of Beekeeping and Honey Hunting (англ.). — Taylor & Francis, 1999. — P. 135—. — ISBN 978-0-415-92467-2.
- Rough Guides. The Rough Guide to Laos (неопр.). — Penguin, 2011. — С. 257—. — ISBN 978-1-4053-8561-9.
- Snelder, Denyse J.; Lasco, Rodel D. (2008-01-01), Smallholder Tree Growing for Rural Development and Environmental Services: Lessons from Asia, Springer, ISBN 978-1-4020-8261-0
- Tagwerker, Edeltraud. Siho and Naga—Lao Textiles: Reflecting a People's Tradition and Change (англ.). — Peter Lang, 2009. — P. 73—. — ISBN 978-3-631-58689-1.
- Wittmer, Heidi; Gundimeda, Haripriya (2012-05-23), The Economics of Ecosystems and Biodiversity in Local and Regional Policy and Management, Routledge, ISBN 978-1-84971-252-1